# Videmala (kommunhuvudort)
Videmala är en kommunhuvudort i Spanien.   Den ligger i provinsen Provincia de Zamora och regionen Kastilien och Leon, i den nordvästra delen av landet, 240 km nordväst om huvudstaden Madrid. Videmala ligger 778 meter över havet och antalet invånare är 225.
Terrängen runt Videmala är huvudsakligen platt, men åt sydväst är den kuperad. Terrängen runt Videmala sluttar österut. Runt Videmala är det tätbefolkat, med 286 invånare per kvadratkilometer. Närmaste större samhälle är Carbajales de Alba, 5,8 km nordost om Videmala. I omgivningarna runt Videmala växer i huvudsak buskskog.